# Repubblica Popolare dell'Ucraina Occidentale
La Repubblica Popolare dell'Ucraina Occidentale (in ucraino Західно-Українська Народна Республика?, Zachidno-Ukraïns'ka Narodna Respublyka o ЗУНР, ZUNR; detta anche "Repubblica Nazionale dell'Ucraina Occidentale") fu una repubblica di breve durata che esistette dal tardo 1918 all'inizio del 1919 nei territori della Galizia orientale e includeva città come Leopoli, Ternopil', Kolomyja, e Stanislavov. Rivendicava anche le regioni storiche della Bucovina e Rutenia subcarpatica.
Secondo il censimento austro-ungarico del 1910 il territorio reclamato dalla Repubblica contava circa 5,4 milioni di abitanti. Tra questi, 3.291.000 (il 60%) erano ucraini, 1.351.000 (25%) polacchi, 660.000 (circa il 12%) erano ebrei, e il resto includeva tedeschi, cechi e altre nazionalità. Le città di questa regione, in prevalenza rurale, erano popolate prevalentemente da polacchi ed ebrei, mentre gli ucraini risiedevano principalmente nelle campagne. Questo creò problemi agli ucraini, in quanto la principale città, Leopoli, aveva una popolazione a maggioranza polacca ed era considerata una delle principali città della Polonia. Il conflitto tra la Repubblica dell'Ucraina Occidentale e la Polonia fu pertanto inevitabile.
Lo stemma della Repubblica Popolare dell'Ucraina Occidentale era costituito da un leone giallo che guarda alla sua destra, in campo blu. I colori della bandiera erano giallo e blu.

## Storia
La Repubblica Popolare dell'Ucraina Occidentale fu proclamata il 19 ottobre 1918; poco dopo che la repubblica ebbe proclamato l'indipendenza dall'Impero austro-ungarico, avvenne una rivolta popolare a Leopoli, molti dei cui residenti erano polacchi che non volevano vivere in uno stato non-polacco. Poche settimane dopo, i ribelli polacchi di Leopoli ricevettero il sostegno della Seconda Repubblica di Polonia.
Il governo della Repubblica Ucraina Occidentale si unì con quello della Repubblica Popolare Ucraina il 22 gennaio 1919, anche se questo atto fu principalmente simbolico, dato che gli ucraini occidentali detenevano il proprio esercito e la propria struttura governativa. Dopo la guerra polacco-ucraina, la Polonia prese il controllo sul gran parte dei territori della Repubblica dal luglio 1919. Parte dell'esercito sconfitto trovò rifugio in Cecoslovacchia e divenne conosciuto con il nome di Ukrajinská brigáda (in lingua ceca), mentre la parte rimanente dei soldati, circa 50.000, attraversò il confine verso il territorio della Repubblica Popolare Ucraina e continuò la battaglia per l'indipendenza ucraina. Nel 1920 la Polonia e l'Ucraina giunsero a un accordo, ponendo il confine sul fiume Zbruč (Zbrucz).
A questo accordo fece seguito una temporanea invasione sovietica che instaurò la Repubblica socialista sovietica di Galizia, dopo la cui cacciata i confini vennero ristabiliti in quelli che dureranno fino al 1939.

## Governo
La Repubblica dell'Ucraina Occidentale governò un'area di circa 4 milioni di persone per i circa otto mesi della sua esistenza. Le elezioni sul territorio controllato dagli ucraini si svolsero dal 22 al 25 novembre per eleggere i 150 membri del Consiglio Nazionale Ucraino, il corpo legislativo. Circa un terzo dei seggi furono riservati per le minoranze nazionali (polacchi, ebrei e altri). I polacchi boicottarono le elezioni, mentre gli ebrei vi parteciparono e furono rappresentati da circa il 10% dei delegati. Jevhen Petruševyč, il Presidente del Consiglio ed ex membro del Parlamento austro-ungarico, divenne automaticamente Presidente della Repubblica. Nonostante la guerra, la Repubblica mantenne intatta la stabilità dell'amministrazione austriaca prebellica, impiegando professionisti ucraini e polacchi. I confini delle contee e delle comunità vennero mantenuti come durante il tempo dell'Impero; anche i tribunali delle contee, delle regioni e quelli locali continuarono le proprie funzioni proprio come avveniva durante il periodo imperiale. Rimasero anche in vigore temporaneamente le leggi austriache; parimenti, fu conservato il sistema di raccolta delle tasse dell'Impero, anche se le condizioni di guerra che avevano impoverito la popolazione fecero sì che le tasse raccolte fossero in misura minima. Gran parte delle entrate del governo giungeva dall'esportazione di petrolio e sale.
Il 15 febbraio 1919 fu approvata una legge che rese la lingua ucraina lingua ufficiale, promuovendo l'alfabeto latino e mantenendo provvisoriamente anche quello cirillico. Secondo questa legge, comunque, i membri delle minoranze nazionali avevano diritto di comunicare con il governo nelle loro lingue originali. Nel 1919 furono stampate nella capitale Leopoli i primi quattro francobolli della Repubblica con l'iscrizione "Zakhidno-Ukrainska Narodna Republika", in lingua ucraina ma con caratteri latini (Latynka).
La repubblica approvò anche leggi che confiscarono vasti terreni e tenute a ricchi padroni per distribuirle a contadini senza terra. Il territorio dello stato fu diviso in 12 distretti militari, i cui comandanti erano responsabili per la coscrizione dei soldati. Il governo fu in grado di mobilitare 100.000 soldati nella primavera del 1919, ma a causa della mancanza di armamenti, solo 40.000 di essi erano in grado di combattere.
In generale, il governo della Repubblica Popolare dell'Ucraina Occidentale era bene organizzato. Questa situazione contrastava con lo stato caotico del governo della Repubblica Popolare Ucraina, che era nata nel territorio dell'ex Impero russo.